# Herbarium Haussknecht

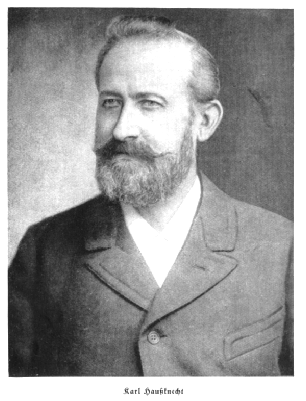
Heinrich Carl Haussknecht

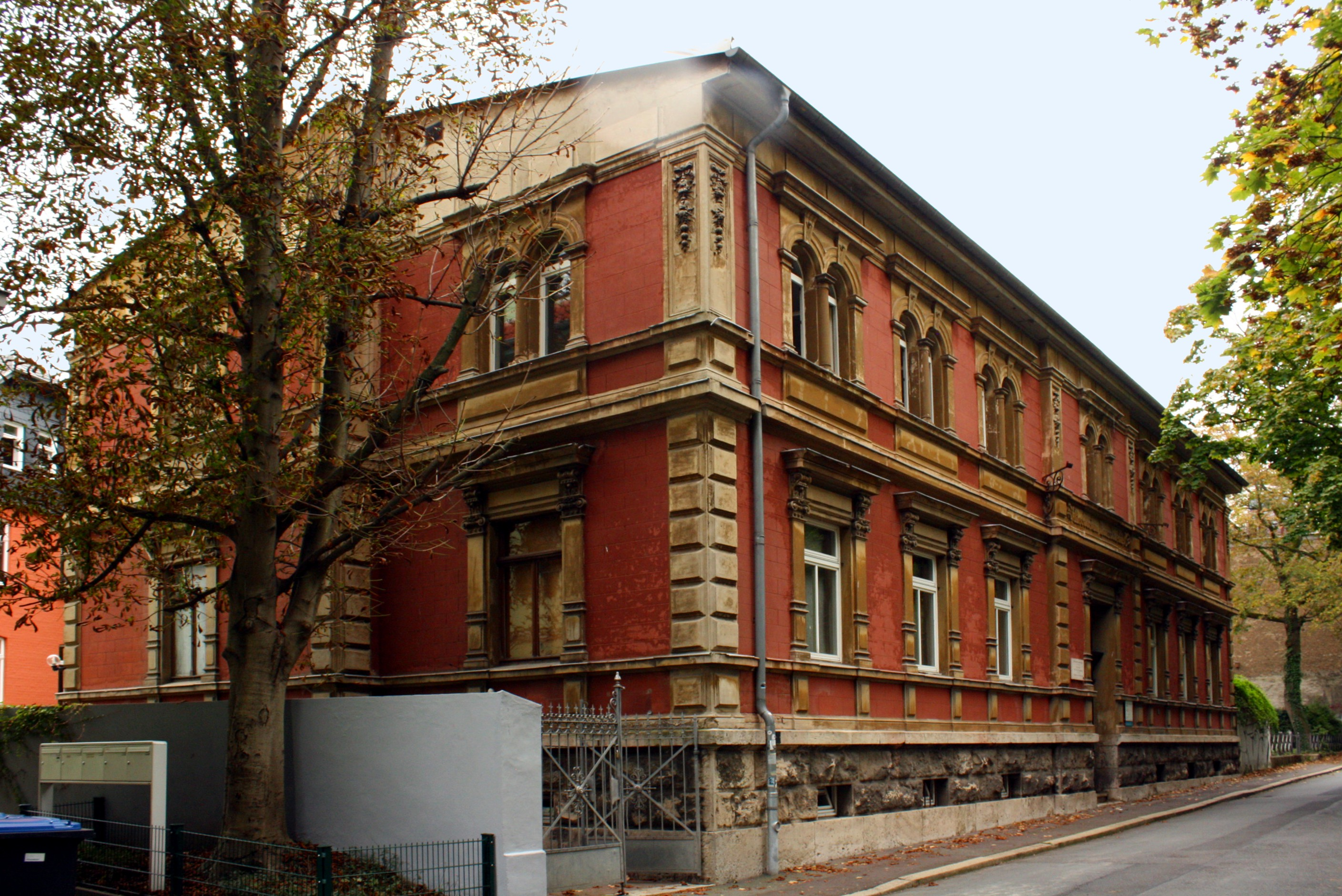
Herbarium Haussknecht

Das Herbarium Haussknecht ist eine Forschungseinrichtung, benannt nach dem Botaniker Carl Haussknecht.

## Geschichte
Das Herbarium Haußknecht wurde am 16. Oktober 1896 von dem Botaniker Carl Haussknecht (1838–1903) in Weimar als private Einrichtung gegründet, in der die umfangreichen Sammlungen des Gründers in einem separaten Gebäude, gleichwohl der Öffentlichkeit zugänglich, untergebracht waren. Er war folglich auch dessen erster Leiter. Nach dem Tod von Haussknecht im Jahre 1903 und der Einrichtung einer Stiftung aus seinem Nachlass wurden die Sammlungen von Joseph Bornmüller (1862–1948) gepflegt und erweitert. Das Gebäude Karl-Haußknecht-Straße 7 steht auf der Liste der Kulturdenkmale in Weimar (Sachgesamtheiten und Ensembles) und der Liste der Kulturdenkmale in Weimar (Einzeldenkmale). Der gründerzeitliche Ziegelbau ist das Gründungsgebäudes des Herbarium Haussknecht.
Nach dem Zweiten Weltkrieg erfolgte die Verlegung der Sammlungen nach Jena sowie die Angliederung an das Institut für Systematische Botanik der Friedrich-Schiller-Universität Jena, dem sie seit den 1920er Jahren offiziell angehören. Derzeit beherbergt das Herbarium Haussknecht ungefähr 3,5 Millionen Pflanzenbelege und ist eines der großen europäischen Herbarien. Die Einrichtung verfügt über eine Spezialbibliothek. Ihren Grundstock bildete die private Spezialbibliothek von Haussknecht. Bei dem Herbarium Haussknecht handelte es sich um die größte botanische Sammlung der DDR. Die botanischen Sammlungen sind virtuell betrachtbar. In die Sammlungen in Jena wurde u. a. das Herbarium von Herbert Buhr eingegliedert. Bedeutende Erweiterungen erfolgten sowohl für die Sammlungen als auch für die Spezialbibliothek durch den ehemaligen Kustos Hans Lippold.
Nachnutzer des einstigen Herbarium Haussknecht in der Karl-Haußknecht-Straße 7 ist die Bauhaus-Universität Weimar.